# Allan Lichtman
Allan Lichtman (* 4. dubna 1947) je americký profesor politické historie, který vyučuje na American University ve Washingtonu, D.C.
Je spoluautorem algoritmu nazývaného „Třináct klíčů“, který od roku 1984 vždy správně předpověděl výsledky amerických prezidentských voleb.

## Třináct klíčů
Algoritmus „Třináct klíčů“ vychází ze studia všech amerických prezidentských voleb od roku 1860. Lichtman ho popsal ve svých knihách Třináct klíčů k prezidentství (The Thirteen Keys to the Presidency) a Klíče od Bílého domu (The Keys to the White House). Na jeho vývoji spolupracoval s ruským matematikem a seismologem Vladimirem Keilis-Borokem (1921–2013), který se původně zabýval předpovídáním zemětřesení.
Jde o 13 výroků (týkajících se např. stavu ekonomiky nebo zahraniční politiky), u kterých se zkoumá, zda jsou pravdivé, či nikoli. Pravdivé výroky nahrávají obhajující politické straně. Je-li jich nepravdivých šest anebo víc, zvítězí protistrana. Lichtmanovi se s pomocí „klíčů“ podařilo od roku 1984 vždy správně odhadnout výsledky amerických prezidentských voleb.

### Prezidentské volby 2016
Lichtman se nemýlil ani ve výsledku prezidentských voleb v roce 2016, kdy nečekaně zvítězil Donald Trump nad favorizovanou Hillary Clintonovou. Ke své prognóze v září 2016 připojil ještě osobní odhad, podle kterého Trumpa v případě výhry brzy sesadí Kongres s využitím impeachmentu, a jeho funkci tak převezme viceprezident Mike Pence. Tomu totiž republikáni podle něj dávají přednost, protože je konzervativní a kontrolovatelný, na rozdíl od neovladatelného a nepředvídatelného Trumpa. „Jsem si docela jistý, že Trump zavdá záminku pro tuto obžalobu. Buď tím, že udělá něco, co ohrozí státní bezpečnost, nebo tím, že pomůže svojí peněžence,“ uvedl Lichtman.